# NGC 4995
NGC 4995 é uma galáxia espiral barrada (SBb) localizada na direcção da constelação de Virgo. Possui uma declinação de -07° 49' 59" e uma ascensão recta de 13 horas, 09 minutos e 40,6 segundos.
A galáxia NGC 4995 foi descoberta em 25 de Abril de 1784 por William Herschel.